# Arroz roto

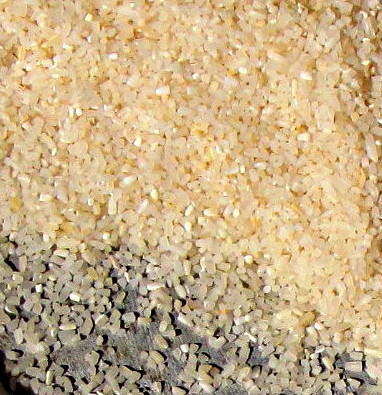
Arroz roto

Arroz roto o arroz partido se refiere al arroz del que algunos granos se rompen durante el transporte y procesado desde el campo a la cocina. Existe maquinaria para separar los granos rotos de los enteros. El arroz roto puede tener o no un menor contenido de fibra y nutriente, pero normalmente conserva las mismas calorías del arroz entero. 
Las variedades rotas suelen ser más baratas, por lo que es preferido por los consumidores más pobres o usado como materia prima (para por ejemplo la elaboración de cerveza). Debido al diferente tamaño y forma de los granos, el arroz roto tiene una textura diferente al entero. Algunos cocineros y consumidores pueden preferir las cualidades del arroz roto para ciertos platos.